# Luca Caldirola
Luca Caldirola (Desio, Provincia de Monza y Brianza, 1 de febrero de 1991) es un futbolista italiano. Juega de defensa.

## Selección nacional
Ha sido internacional con la selección de fútbol de Italia desde la categoría sub-16 hasta la sub-21.

### Participaciones en Eurocopas
| Eurocopa                | Sede   | Resultado  |
| ----------------------- | ------ | ---------- |
| Eurocopa Sub-21 de 2013 | Israel | Subcampeón |

## Clubes
| Club             | País         | Año       |
| ---------------- | ------------ | --------- |
| S. B. V. Vitesse | Países Bajos | 2010-2011 |
| Inter de Milán   | Italia       | 2011-2012 |
| Brescia Calcio   | Italia       | 2012      |
| A. C. Cesena     | Italia       | 2012-2013 |
| Brescia Calcio   | Italia       | 2013      |
| Werder Bremen    | Alemania     | 2013-2015 |
| S. V. Darmstadt  | Alemania     | 2015-2016 |
| Werder Bremen    | Alemania     | 2016-2019 |
| Benevento Calcio | Italia       | 2019-2021 |
| A. C. Monza      | Italia       | 2021-2025 |

| Club             | Div.  | Temporada | Liga  | Liga  | Copa Nacionales | Copa Nacionales | Copa Internacionales | Copa Internacionales | Total | Total |
| Club             | Div.  | Temporada | Part. | Goles | Part.           | Goles           | Part.                | Goles                | Part. | Goles |
| ---------------- | ----- | --------- | ----- | ----- | --------------- | --------------- | -------------------- | -------------------- | ----- | ----- |
| S.B.V Vitesse    | 1.a   | 2010-11   | 11    | -     | -               | -               | -                    | -                    | 11    | -     |
| S.B.V Vitesse    | 1.a   | Total     | 11    | -     | -               | -               | -                    | -                    | 11    | -     |
| Inter de Milán   | 1.a   | 2011-12   | -     | -     | -               | -               | 1                    | -                    | 1     | -     |
| Inter de Milán   | 1.a   | Total     | -     | -     | -               | -               | 1                    | -                    | 1     | -     |
| Brescia Calcio   | 2.a   | 2011-12   | 19    | -     | -               | -               | -                    | -                    | 19    | -     |
| Brescia Calcio   | 2.a   | Total     | 19    | -     | -               | -               | -                    | -                    | 19    | -     |
| A.C Cesena       | 2.a   | 2012-13   | 18    | -     | 1               | -               | -                    | -                    | 19    | -     |
| A.C Cesena       | 2.a   | Total     | 18    | -     | 1               | -               | -                    | -                    | 19    | -     |
| Brescia Calcio   | 2.a   | 2012-13   | 19    | -     | -               | -               | -                    | -                    | 19    | -     |
| Brescia Calcio   | 2.a   | Total     | 19    | -     | -               | -               | -                    | -                    | 19    | -     |
| Werder Bremen    | 1.a   | 2013-14   | 33    | -     | 1               | -               | -                    | -                    | 34    | -     |
| Werder Bremen    | 1.a   | 2014-15   | 7     | 1     | 1               | -               | -                    | -                    | 8     | 1     |
| Werder Bremen    | 1.a   | 2016-17   | 5     | -     | -               | -               | -                    | -                    | 5     | -     |
| Werder Bremen    | 1.a   | 2017-18   | 1     | -     | -               | -               | -                    | -                    | 1     | -     |
| Werder Bremen    | Total | Total     | 46    | 1     | 2               | -               | -                    | -                    | 48    | 1     |
| S.V. Darmstadt   | 1.a   | 2015-16   | 34    | -     | -               | -               | -                    | -                    | 34    | -     |
| S.V. Darmstadt   | Total | Total     | 34    | -     | -               | -               | -                    | -                    | 34    | -     |
| Benevento Calcio | 2.a   | 2018-19   | 16    | 3     | -               | -               | -                    | -                    | 16    | 3     |
| Benevento Calcio | 2.a   | 2019-20   | 33    | 3     | -               | -               | -                    | -                    | 33    | 3     |
| Benevento Calcio | 1.a   | 2020-21   | 25    | 2     | 1               | -               | -                    | -                    | 26    | 2     |
| Benevento Calcio | Total | Total     | 74    | 8     | 1               | -               | -                    | -                    | 75    | 8     |
| A.C Monza        | 2.a   | 2021-22   | 27    | -     | 1               | -               | -                    | -                    | 28    | -     |
| A.C Monza        | 1.a   | 2022-23   | 11    | -     | -               | -               | -                    | -                    | 11    | -     |
| A.C Monza        | Total | Total     | 38    | -     | 1               | -               | -                    | -                    | 39    | -     |
| Total            | Total | Total     | 259   | 9     | 5               | -               | 1                    | -                    | 264   | 10    |

## Palmarés

### Distinciones individuales
| Distinción                                    | Año  |
| --------------------------------------------- | ---- |
| Equipo de las Estrellas de la Eurocopa Sub-21 | 2013 |